# ながい鼻
『ながい鼻』（ながいはな）は、『グリム童話』に収録されていた童話の一編。第七版までには削除される。

## あらすじ
昔、3人の老兵が退役させられた。これと言って取り柄もなかったので、今後の生活に困ってしまった。そして、老兵達はこれと言って当てもなく歩き、とある森の中へと入った。夜、野宿をすると、毎日、赤い小人が現われ、見張りで起きていた老兵に不思議なアイテムをくれた。最初の老兵は何でも願いの叶う古びたマント、次の老兵はお金のなくならない古びた財布、3番目の老兵には吹くと兵隊が集まる古びた角笛。そして、老兵達はマントと財布を使って宮殿に住み豪華な暮らしを始めた。
ある時、老兵達は王子に化けて隣国の王様に会いにいった。王様は3人を歓迎し、宴を開いた。王様には美しい娘がおり、王子達は婚約を申し込んだ。そして、姫は金持ち（2人目の老兵）を気に入った振りをして賭け事を始め金を巻き上げ始めた。しかし、どんなにやっても金が減らないので魔法の財布に気づき、そっくりな偽の財布とすり替えてしまった。3人が宮殿に帰ってくると財布がすり替わっていることに気づいた。そこで1人目の老兵がマントを使って王宮に忍び込み、財布を返してもらおうとするが、姫は衛兵を呼び、老兵はほうほうのていで逃げ出した。その上、あまりにも慌てていたのでマントを置いてきてしまった。アイテムを取り返すために、3人目の老兵は角笛を使って兵隊を集めて、王宮へと向かった。しかし、姫は踊り子に化けると敵陣へ入り込み、角笛も奪ってしまった。
こうして、また何の取り柄もなくなってしまった老兵達は、当てもない旅に出た。3人でいてもしょうがないと、そのうち1人が別れた。別れた1人が森を歩いていると、美味しそうなリンゴを見つけた。そのリンゴを食べると森の外へ出てしまうくらいに鼻が伸び始め、あまりにも長く伸びたので動けなくなってしまった。しばらくすると別れた2人が伸びた鼻を見つけ、それを辿ってやってきた。とりあえず森を出るため2人が鼻を持って歩き始め、美味しそうな梨の木の下で休憩していると、あの赤い小人が現われた。小人はこの梨を食べると鼻が元に戻ると答え、老兵達が言うとおりにすると鼻は元に戻った。さらに赤い小人は続け「鼻の伸びるリンゴを粉にした物と、元に戻す梨を粉にした物を使えば、アイテムを取り返せる」と助言した。
さっそく3人は庭師に化けて王宮に入り込み、姫にあのリンゴを渡し王宮を出た。リンゴを食べた姫の鼻は伸び、直す方法が見つからないので王様は「誰か鼻を治せる者はいないか」と国中にお触れを出した。医者に化けた老兵達は、梨の粉を少し与えて鼻を少し短くし、治せることを王様たちに確認させた後で、リンゴの粉を与えてまた鼻を長くした。なぜ治らないと聞く王と姫に老兵達は「姫が何か盗んだ物があるからではないか？ それを返せば治る」と答えた。姫は盗んだアイテムを返すことを拒んだが、王様の説得で返すことを決め、老兵達は梨の粉を与えて姫の鼻を治した。そして、アイテムを取り返した老兵達は自分たちの宮殿で楽しく暮らした。